# Дуель (повість)
Дуель – повість російського письменника українського походження Антона Павловича Чехова, вперше опублікована у газеті «Новий час» у 1891 році.

## Історія створення
Ідея твору виникла в А.П. Чехова у 1888 році, після подорожі на Кавказ, про що він писав у листі видавцю та письменнику О.С. Суворіну.  До цієї ідеї А.П. Чехов повернувся у 1891 році після повернення з подорожі до Сахаліну.   

## Сюжет
Повість розповідає про події у  невеличкому приморському містечку на Кавказі наприкінці XIX століття.  Два роки тому до містечка, з метою просвітницької діяльності, переїхали Іван Андрійович Лаєвський та його коханка Надія Федорівна, яка покинула свого чоловіка у Петербурзі.
Проте просвітницькою діяльністю вони не займаються. Лаєвський поступив на службу та став чиновником, але роботу свою не любить. У вільний час він грає в карти та пиячить. Надія Федорівна витрачає час на відвідування місцевих магазинів, де робить покупки в борг.
Одного разу Лаєвський отримує повідомлення про смерть чоловіка Надії Федорівні, лякається цієї звістки та замовчує її. В бесіді зі своїм другом, військовим лікарем Самойленком, Лаєвський прохає його поради щодо подальших відносин із Надією Федорівною, до якої він більш не відчуває ніяких почуттів та планує її покинути. Самойленко намагається відмовити його від цього та одружитися з Надією Федорівною. Лаєвський вважає це неможливим.
Інший приятель Самойленка, зоолог фон Корен, який досліджує місцеву флору та мріє про наукову подорож, вважає Лаєвського та його коханку нікчемними, зайвими людьми, від яких суспільству немає жодної користі. На думку фон Корена, таких людей як Лаєвський треба знешкоджувати та навіть виказує свою готовність це зробити.
З плином часу, Лаєвський остаточно вирішує покинути Надію Федорівну, яка як стає відомим, зраджує його. Але Лаєвському бракує грошей і він намагається взяти в їх борг у Самойленка.
На одній із зустрічей Самойленка, фон Корена та Лаєвського, останній під час бесіди починає нервувати та погрожує дуеллю. Фон Корен заявляє, що приймає виклик та призначає час дуелі.
Вранці вони разом із секундантами зустрічаються, але з’ясовується, що ніхто з присутніх не знає правил дуелі. Та дуель відбувається. Лаєвський робить постріл в повітря, а фон Корен, який під час свого пострілу почув крик, промахнується. 
Дуель справила сильне враження на Лаєвського: він освідчився і побрався з Надією Федорівною та почав наполегливо працювати.
Своєю чергою фон Корен змінив своє ставлення до нього.  Він тепло прощається із Лаєвським та його дружиною та рушає у давно заплановану наукову подорож.

## Відгуки
«Дуель» була неоднозначно сприйнята читачами. Проте український драматург  В.І. Немирович-Данченко у листі Чехову писав: «Не вірте двоєдушним та тільки наполовину позитивним рецензіям: «Дуель» – краще з усього, що Ви на даний час написали».

## Екранізації
- «Дуель» – фільм режисера Тетяни Березанцевої 1961 року[3]

- «Дуель» – фільм німецького режисера Ханса Швайкарта 1964 року[4]
- «Погана хороша людина» – фільм, знятий Йосипом Хейфицем у 1973 році

- «Дуель» – фільм ізраїльського режисера Довера Кошашвілі 2010 року[5]